# William Ockley
William Ockley (décédé après octobre 1330) est un homme d'armes anglais du XIVe siècle. Il est de nos jours considéré comme l'un des meurtriers présumés du roi Édouard II en raison du trépas mystérieux de ce dernier en captivité peu après sa déposition en 1327. Condamné pour régicide par le roi Édouard III en 1330, Ockley ne laisse aucune trace après cette date et son sort ultérieur demeure dès lors complètement inconnu.

## Biographie
William Ockley est initialement un homme d'armes appartenant au puissant baron des Marches galloises Roger Mortimer. À la suite de l'échec de la rébellion de Mortimer contre le roi Édouard II en janvier 1322, Ockley entre au service de son épouse Jeanne de Geneville, recluse sur ordre du roi : il l'accompagne à Southampton le 4 mars 1322. Il est possible qu'Ockley ait eu des connexions avec l'Irlande, puisqu'il y administre en mars 1326 plusieurs terres pour son parent Stephen Ockley et que certaines possessions s'y trouvant lui sont restituées en 1327. À l'automne 1326, Roger Mortimer renverse le roi Édouard II, assisté par la reine Isabelle. Le 3 avril 1327, il confie à John Maltravers et Thomas de Berkeley la garde d'Édouard II, déposé depuis le mois de janvier précédent par le Parlement. Le roi déchu est incarcéré au château de Berkeley, mais est fréquemment déplacé d'un château à l'autre par ses geôliers afin de rendre les éventuelles tentatives de délivrance en sa faveur plus difficiles. Édouard est finalement ramené à Berkeley, où il meurt apparemment le 21 septembre. Nombreux sont ceux qui suspectent alors Mortimer d'avoir ordonné l'assassinat du monarque destitué. De fait, Ockley est rapidement considéré comme l'un de ses possibles assassins, aux côtés de John Maltravers et de Thomas Gurney, car il aurait été mystérieusement missionné à Berkeley par Mortimer peu après la découverte d'un nouveau complot visant à délivrer le monarque déchu au début du mois de septembre 1327. On ne dispose toutefois d'aucun élément pouvant certifier qu'Édouard II soit mort assassiné, ni même qu'il ait réussi à s'évader secrètement de sa prison pour aller vivre en exil incognito, comme plusieurs chroniqueurs l'ont laissé entendre par la suite.
Le 19 octobre 1330, le nouveau roi Édouard III fait arrêter Roger Mortimer et pourchasser ses partisans. Mortimer, exécuté le 29 novembre, se voit accusé entre autres lors de son procès d'avoir commandité la mort d'Édouard II. Pour la toute première fois, la mort du précédent monarque est officiellement décrite comme un meurtre, alors que ses geôliers avaient jusque-là assuré qu'il avait trépassé de causes naturelles. William Ockley, accusé d'avoir participé à l'assassinat de l'ancien souverain, voit immédiatement sa tête mise à prix pour 40 livres ou 100 marcs. Condamné une première fois à mort in absentia par le Parlement le 3 décembre 1330,, les charges retenues contre lui en raison de sa participation à la mort d'Édouard II sont confirmées au cours d'un nouveau procès au mois de mars 1331. Toutefois, Ockley disparaît des sources à la suite de l'arrestation de Mortimer et son destin demeure par la suite entièrement inconnu. Des documents diplomatiques montrent toutefois qu'en 1338, Édouard III s'est rendu à Coblence et y aurait rencontré un homme nommé Guillaume le Galeys (William the Welshman en anglais), qui lui aurait affirmé être son père Édouard II. Mais certains historiens considèrent que cet homme était en réalité William Ockley. Paul Charles Doherty, qui s'inspire largement de la lettre de Fieschi, écrite vers 1336, affirme ainsi qu'Édouard II se serait en fait échappé de Berkeley en 1327 avec l'aide d'Ockley, qui aurait ensuite sillonné l'Europe sous le nom de Guillaume le Galeys afin de détourner l'attention du monarque destitué. Prétendre être le père du roi d'Angleterre aurait pourtant été risqué et on ignore ce qu'il est advenu de Guillaume après 1338.

## Postérité
William Ockley est un personnage mineur de la série historique Les Rois maudits de Maurice Druon. Ce dernier affirme toutefois qu'Ockley était barbier à la tour de Londres et a aidé Roger Mortimer à s'en évader en août 1323, ce qui n'est corroboré par aucune source. En outre, Druon répand également le mythe selon lequel Édouard II aurait été tué par ses geôliers par l'insertion d'une pièce de cuivre dans son anus, ce qui aurait eu le bénéfice de faire apparaître la mort du souverain déchu comme naturelle. William Ockley est interprété par François Darbon dans l'adaptation télévisée de 1972.